# Missiriac
Missiriac (Gallo Miceriac, bretonisch Megerieg) ist eine französische Gemeinde mit 1.192 Einwohnern (Stand 1. Januar 2022) im Département Morbihan in der Region Bretagne.

## Geografie
Missiriac liegt rund 37 Kilometer nordöstlich von Vannes im Osten des Départements Morbihan.
Nachbargemeinden sind Caro im Norden, Ruffiac im Osten, Saint-Laurent-sur-Oust im Südosten, Saint-Congard im Süden, Malestroit im Südwesten und Westen sowie Saint-Marcel im Nordwesten.

## Bevölkerungsentwicklung

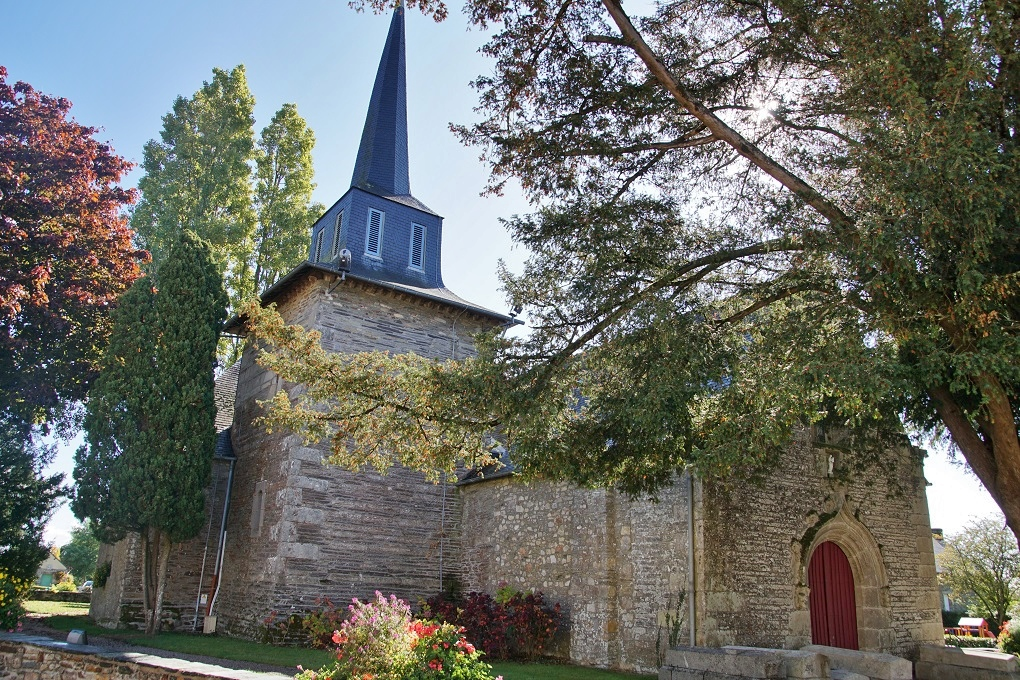
Kirche Notre-Dame

| Jahr                       | 1962 | 1968 | 1975 | 1982 | 1990 | 1999 | 2006 | 2019 |
| Einwohner                  | 628  | 664  | 789  | 880  | 920  | 914  | 1050 | 1155 |
| Quellen: Cassini und INSEE |      |      |      |      |      |      |      |      |